# To the Wilder
To the Wilder è un singolo del cantautore francese Woodkid, pubblicato il 10 marzo 2025 come unico estratto dalla colonna sonora Woodkid for Death Stranding 2: On the Beach.

## Descrizione
Presentato insieme ad un trailer esteso di Death Stranding 2 durante il South by Southwest 2025, si tratta del tema principale della colonna sonora originale realizzata da Lemoine per il gioco.
Musicalmente, il brano vede Woodkid cantare in quattro diversi registri vocali accompagnato dal pianoforte ed un'orchestra d'archi.

## Video musicale
In concomitanza con la pubblicazione del singolo è stato diffuso un lyric video attraverso il canale YouTube di Kojima Productions.

## Tracce
Testi e musiche di Woodkid.
1. To the Wilder (From "Death Stranding 2: On the Beach" Soundtrack") – 4:38

## Formazione
- Woodkid – voce, produzione, registrazione
- Tanguy Destable – produzione
- Sally Herbert – direzione e arrangiamento strumenti ad arco
- Yvan Cassar – pianoforte
- Chris Tabron – missaggio
- Mike Marsh – mastering